# Tureň
Tureň és un poble i municipi d'Eslovàquia que es troba a la regió de Bratislava, a l'extrem occidental del país, prop de la frontera amb Àustria.

## Història
La primera menció escrita de la vila es remunta al 1252.

## Demografia
| Godina             | 1994 | 2004   | 2014    | 2024    |
| ------------------ | ---- | ------ | ------- | ------- |
| Nombre de persones | 840  | 878    | 1089    | 1282    |
| Diferència         |      | +4,52% | +24,03% | +17,72% |

| Godina             | 2023 | 2024   |
| ------------------ | ---- | ------ |
| Nombre de persones | 1264 | 1282   |
| Diferència         |      | +1,42% |